# Stakingsbreker

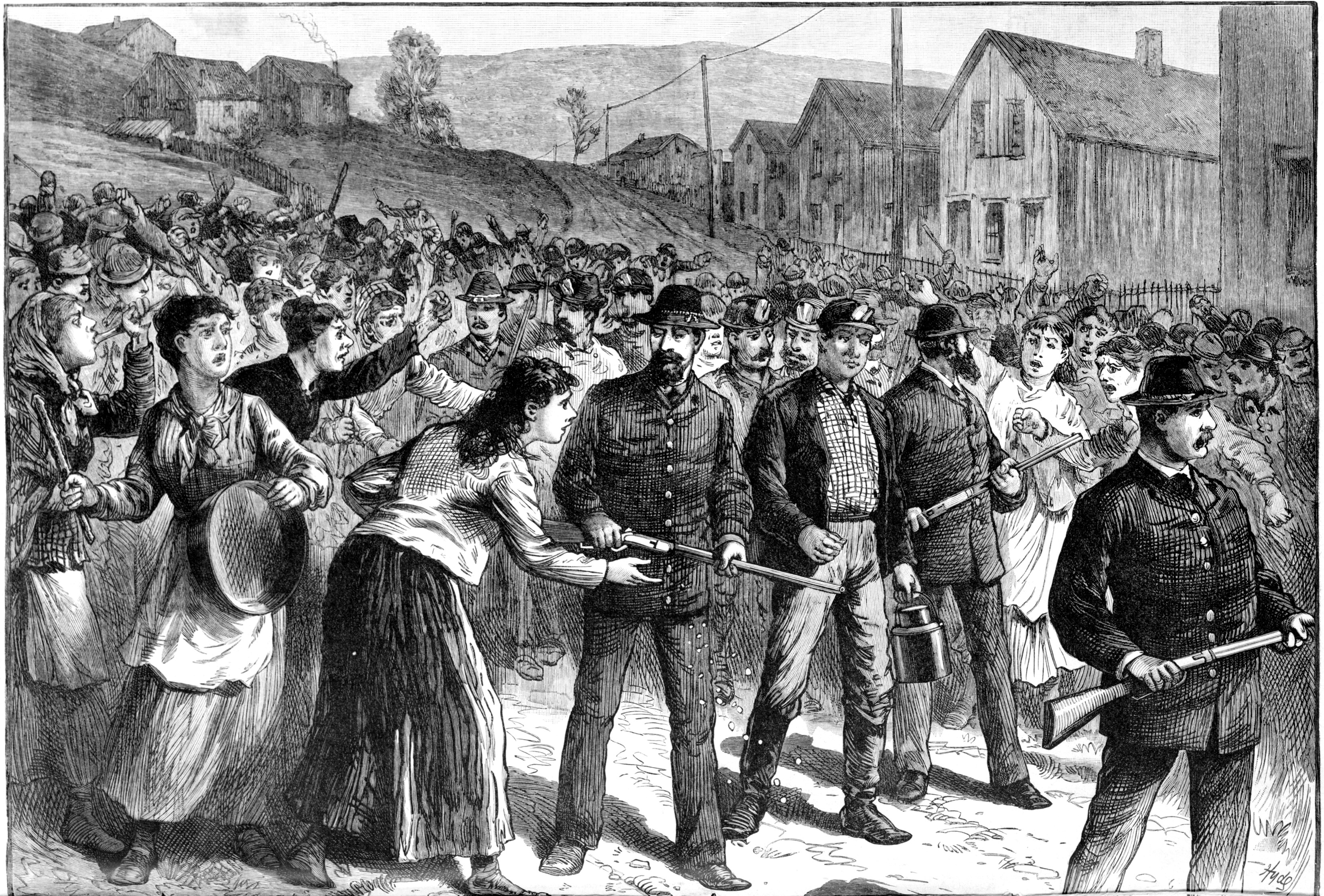
Bij een mijnwerkersstaking in Ohio in 1884 worden stakingsbrekers geëscorteerd door gewapende particuliere beveiligers van Pinkerton.

Een stakingsbreker is iemand die tijdens een officieel uitgeroepen staking toch aan het werk gaat om zo de staking te 'breken'. Vaak zijn stakingsbrekers geen reguliere werknemers van het bedrijf, maar zijn zij door de directie van het bedrijf geronseld om de productie op gang te houden en zo het doel van de staking teniet te doen. Vaak wordt deze stakingsbrekers dan een premie in het vooruitzicht gesteld bovenop het gewone loon. Een reguliere werknemer die niet staakt, bijvoorbeeld omdat hij lid is van een vakbond die de staking niet ondersteunt of omdat hij het met de staking niet eens is, noemt men meestal een werkwillige.
Bij een staking worden vaak bij de ingangen van een bedrijf stakingsposten opgesteld die werkwilligen, stakingsbrekers en transporteurs de toegang tot het bedrijf onmogelijk moeten maken.
Het inzetten van stakingsbrekers leidde onder meer in de Verenigde Staten wel tot gewelddadige conflicten, waarbij stakers slaags raakten met de stakingsbrekers en met door de bedrijfsleiding ingehuurde knokploegen of beveiligers.
In veel landen is het verboden stakingsbrekers in te zetten. In Nederland geldt dit verbod echter slechts voor arbeidsbemiddelaars. Dit is vastgelegd in het zogeheten 'onderkruipersverbod' dat is opgenomen in artikel 10 van de Wet allocatie arbeidskrachten door intermediairs: het is arbeidsbemiddelaars niet toegestaan arbeidskrachten te leveren voor een bedrijf of bedrijfsonderdeel waar op dat moment een werkstaking aan de gang is, voor zover dat aan deze bekend is of van hem verwacht kan worden dat hij hiermee bekend is. Ook mag een werknemer in bepaalde gevallen dit soort 'besmet werk' weigeren over te nemen.
Omdat stakingsbrekers niet erg gewaardeerd worden door de stakers en de vakbonden, zijn voor hen in de loop van de tijd veel scheldwoorden in gebruik gekomen. Naast het al genoemde 'onderkruiper' zijn daar in het Nederlands onder andere de 'maffer' en de 'bal gehakt', het laatste naar de gehaktbal die werkwilligen door de KNSM als extraatje werd beloofd.

## Voetnoot
1. ↑  Wet allocatie arbeidskrachten door intermediairs, artikel 10: Verbod ter beschikking stellen bij arbeidsconflict De bijnaam 'onderkruipersverbod' voor dit artikel is vrij algemeen in juridische publicaties en ook in gerechtelijke uitspraken.